# Hourite
Pour l’article ayant un titre homophone, voir Hourrite.

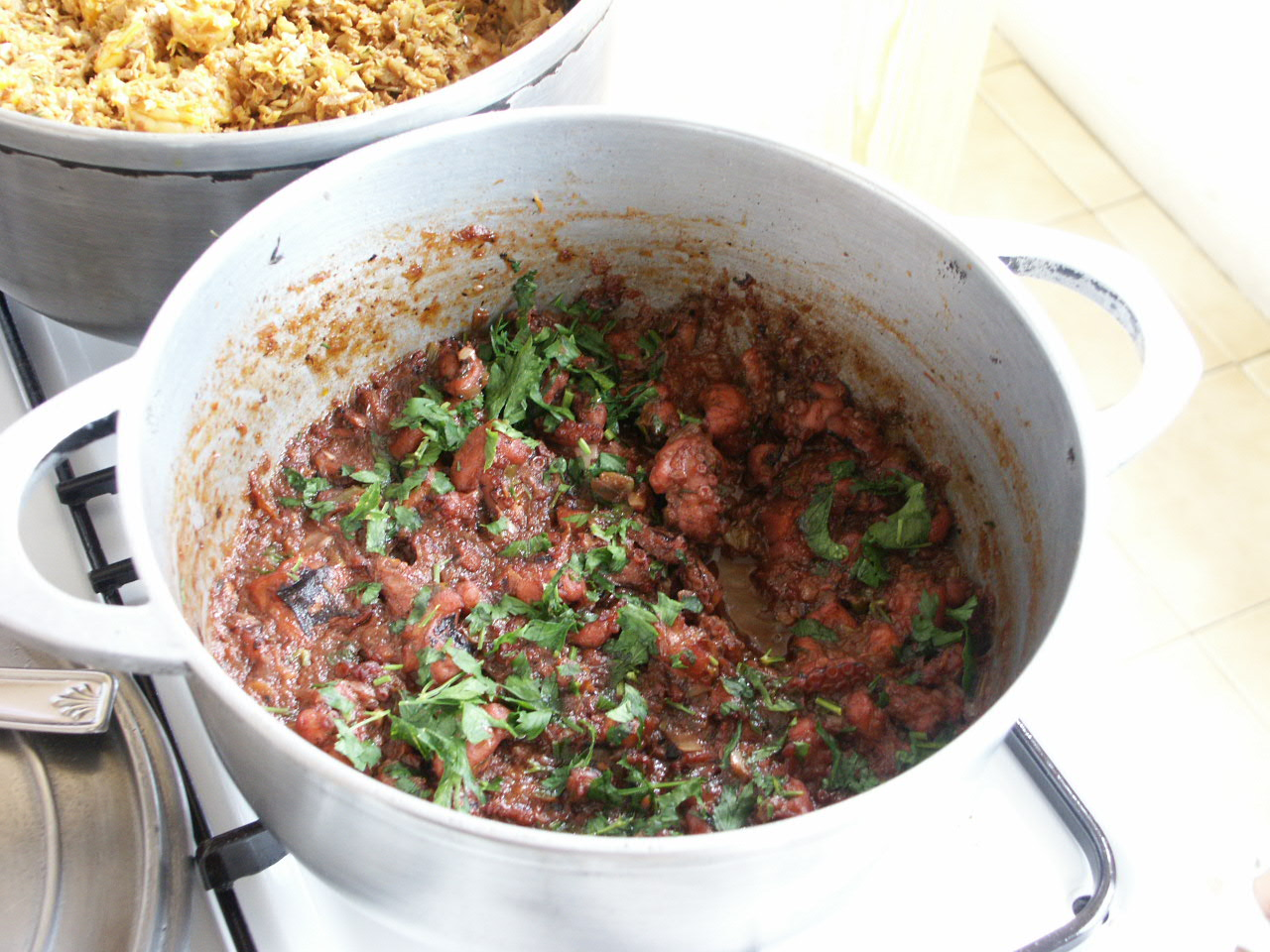
Un civet de zourites

Hourite est un terme français utilisé dans les Mascareignes pour désigner des poulpes ou des seiches. Ce terme serait issu d'un ouvrage de Olfert Dapper sur Madagascar et l'origine de ce mot semble être malgache (cf. orita). Il a été transcrit en Ourite en créole mauricien et zourit ou zourite en créole réunionnais et créole seychellois où il est toujours utilisé et où il désigne plus particulièrement les poulpes.
On peut parfois le pêcher en bord de mer, par exemple à La Possession. On le mange généralement en civet, mais certains le préparent en carry.

## Anecdote
Dans Le Chercheur d'or de J.-M.G. Le Clézio, le héros, Alexis, séjourne plusieurs années sur l'île de Rodrigues et y rencontre une charmante piqueuse d'ourites dans l'Anse aux Anglais, soit une pêcheuse traditionnelle piquant les poulpes dans le lagon.